# 許允之
許允之（？—399年），东晋民变领袖，义兴（今江苏省宜兴市）人。
隆安三年（399年），司马元显在吴会的暴政，百姓不安，逃入海中的孙恩攻上虞，杀县令，更攻克会稽郡（今浙江省绍兴市），杀内史王凝之。于是许允之在义兴郡和会稽郡谢鍼、吴郡陆瑰、吴兴郡丘尫、临海郡周胄、永嘉郡张永及东阳郡、新安郡等八郡，一时俱起，杀长史响应孙恩，旬日之中，聚众数十万。朝廷命谢琰加督吴兴、义兴二郡军事，与刘牢之前往镇压，至义兴，杀死许允之，迎太守魏鄢还郡。